# An-24
An-24 (ros. Ан-24) – wąskokadłubowy turbośmigłowy samolot pasażerski zaprojektowany w biurze konstrukcyjnym Olega Antonowa.

## Historia
Prototyp oblatano w 1959 roku. Z ponad 1000 wyprodukowanych egzemplarzy ponad 880 pozostaje w użyciu głównie w państwach WNP i Afryce. Samolot zaprojektowano aby zastąpić samoloty Ił-14 o napędzie tłokowym, pracochłonnym w obsłudze. Samolot przystosowano do operowania z lotnisk o słabej infrastrukturze, zarówno jeśli chodzi o nawierzchnie lotniska, jak i o wyposażenie serwisowe. Produkcja odbywała się w zakładach w Kijowie (985 egzemplarzy), Ułan Ude (180 egzemplarzy) i Irkucku (197 egzemplarzy w wersji transportowej). W Chinach samoloty te są produkowane jako Xi’an Y-7.

## Wersje
- An-24: Wersja pierwotna z 44 miejscami pasażerskimi.
- An-24B: Wersja 50-osobowa
- An-24T: Wersja towarowa.
- An-24P: Wersja przystosowana do gaszenia pożarów.
- An-24V: 50-miejscowy samolot krótkodystansowy.
- An-24V seria II: wersja 50-miejscowa osobowo-towarowa.

## Samoloty An-24 w Polsce
Samoloty tej serii latały w barwach PLL LOT i w Siłach Powietrznych Rzeczypospolitej Polskiej. Samolot tej serii (SP-LTF, należący do PLL LOT) rozbił się 2 kwietnia 1969 na północnym stoku Policy w Paśmie Babiogórskim, na terenie Skawicy, pociągając za sobą śmierć 53 osób (47 pasażerów i 6 członków załogi).
Wcześniej tego samego roku doszło do rozbicia podobnego samolotu (SP-LTE Polskich Linii Lotniczych LOT, nr rejsu 149) podczas lądowania na lotnisku Wrocław-Strachowice. Do serii tej należał również samolot o nr rejestracyjnym SP-LTD Polskich Linii Lotniczych LOT, który rozbił się 2 listopada 1988 około 32 km od lotniska Rzeszów-Jasionka z 23 pasażerami i 6 członkami załogi na pokładzie, w wyniku czego zginęła jedna osoba. Katastrofa ta przyspieszyła wymianę floty PLL LOT na nowsze zachodnie konstrukcje (wiek rozbitego samolotu wynosił 22 lata). Samoloty serii An-24 zostały zastąpione włosko-francuskimi samolotami ATR, początkowo były to ATR-72, zaś w następnych latach mniejsze ATR-42.

## Galeria

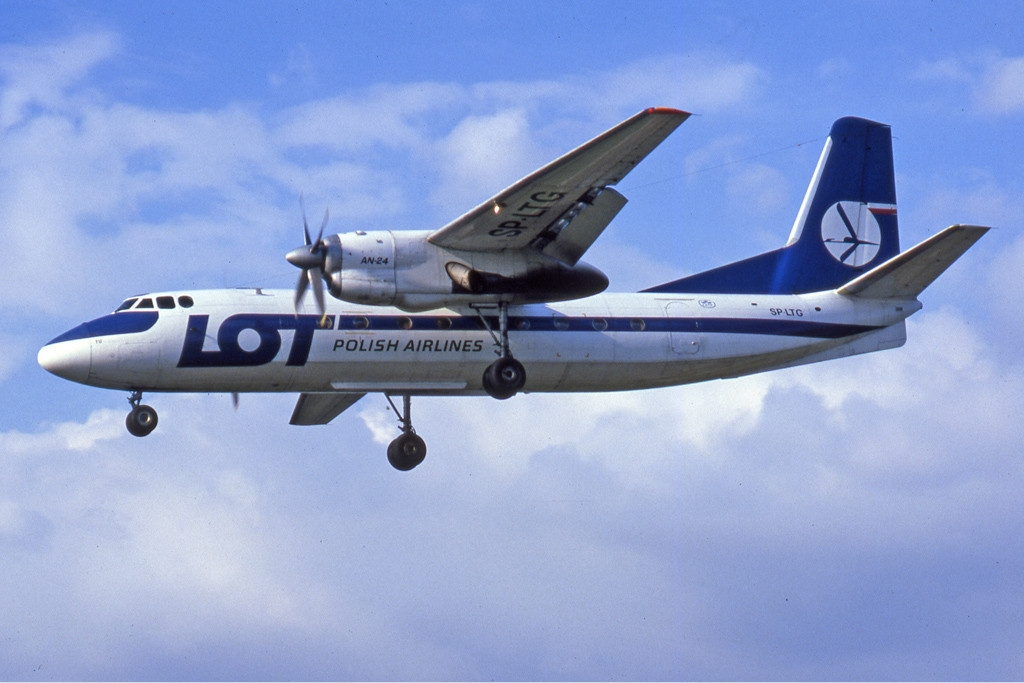
An-24RV w barwach Polskich Linii Lotniczych LOT
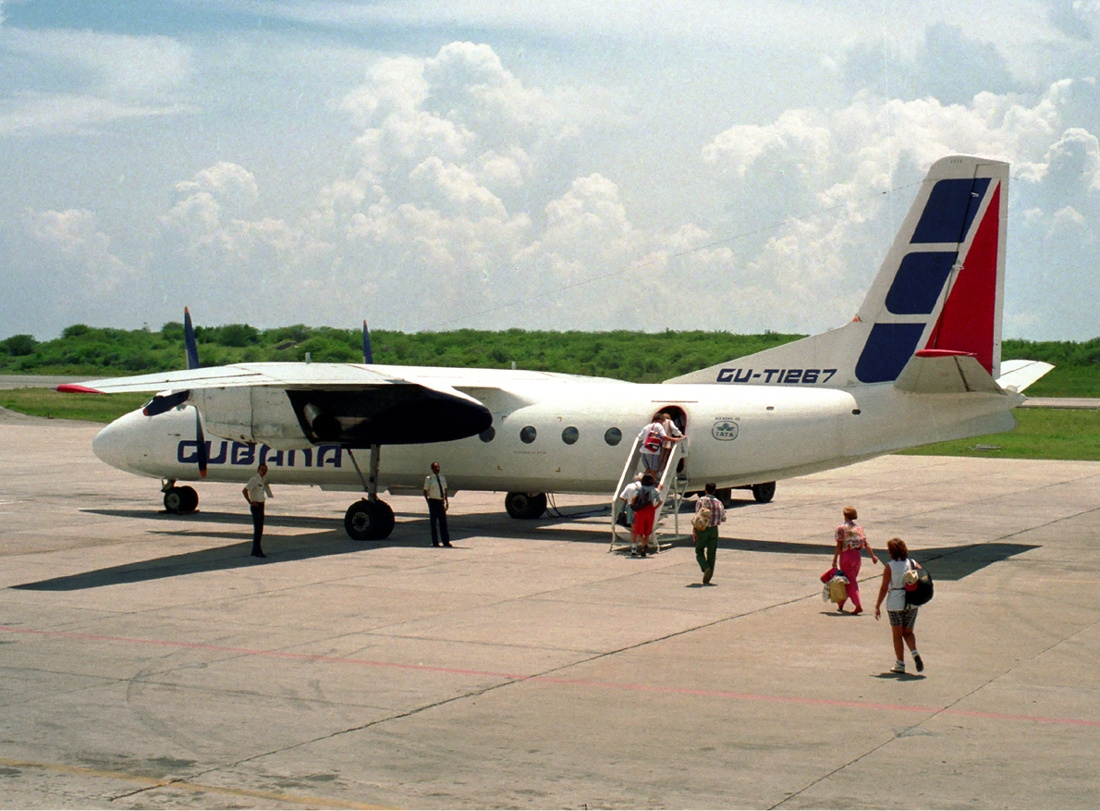
An-24RV linii Cubana de Aviación
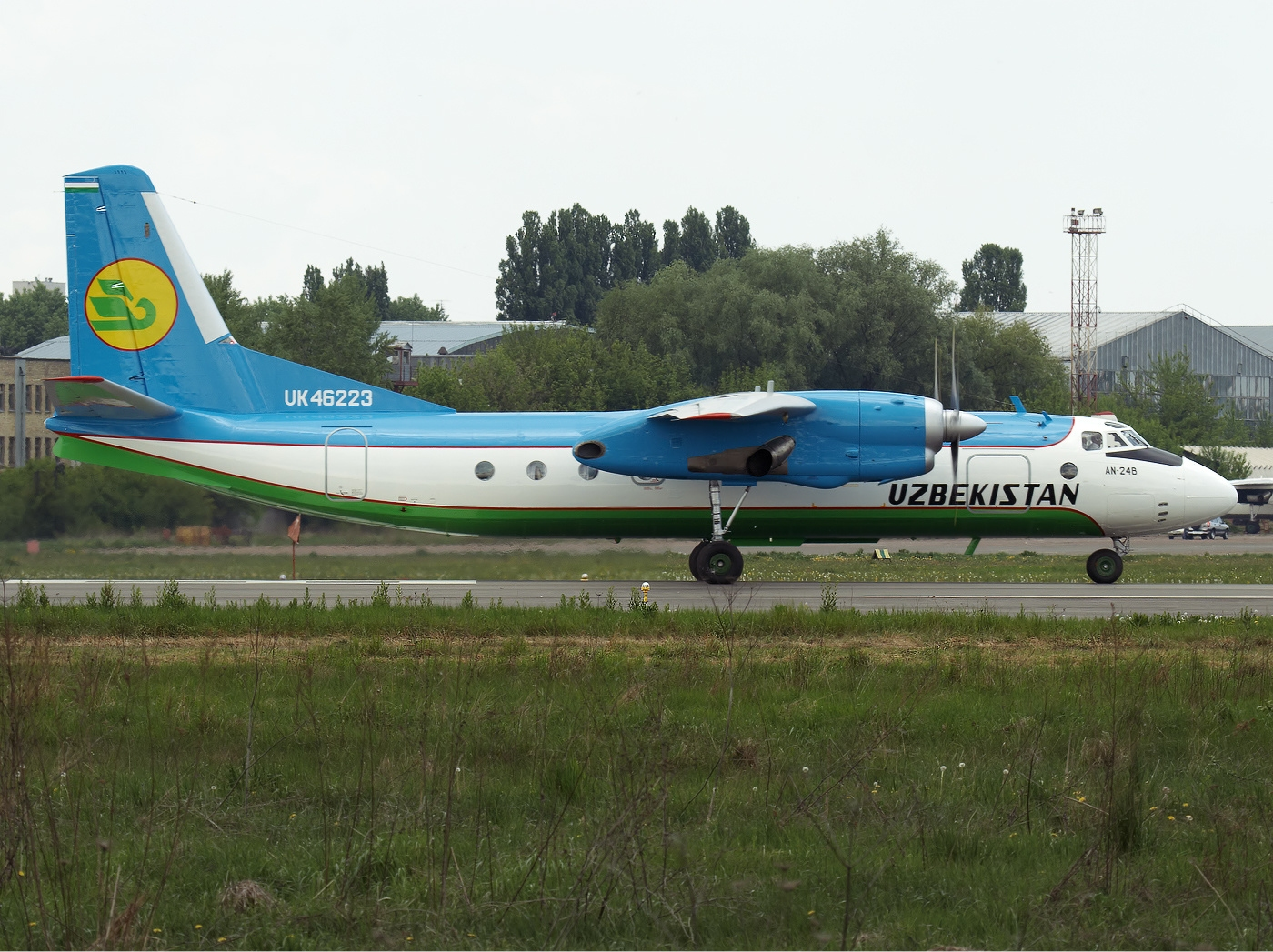
An-24B linii Uzbekistan Airways
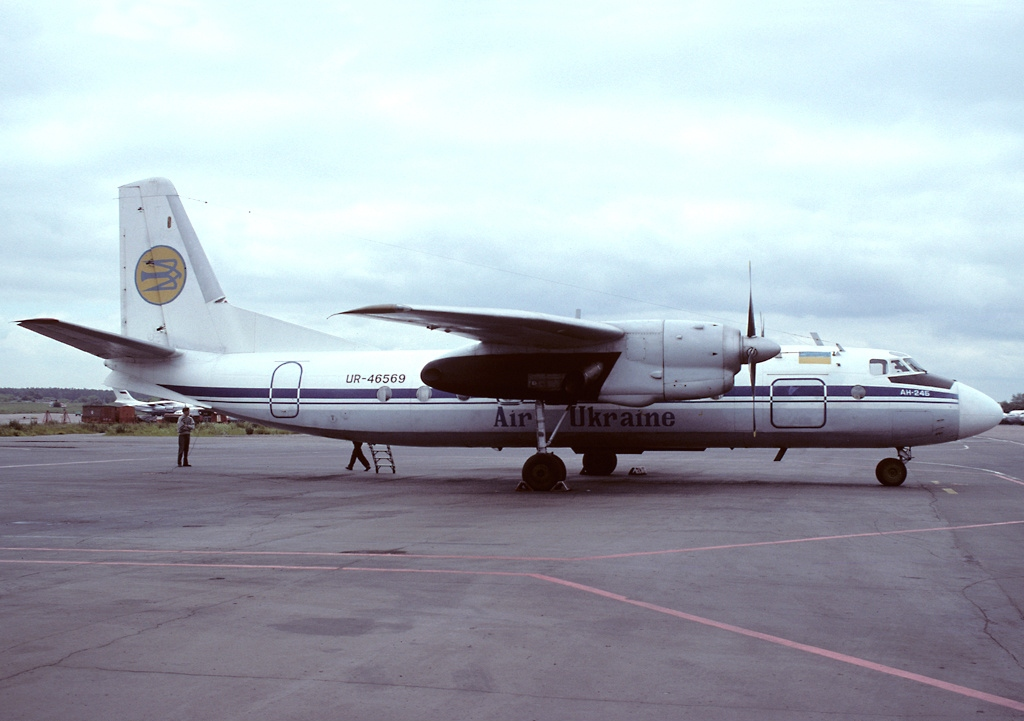
An-24B linii Air Ukraine
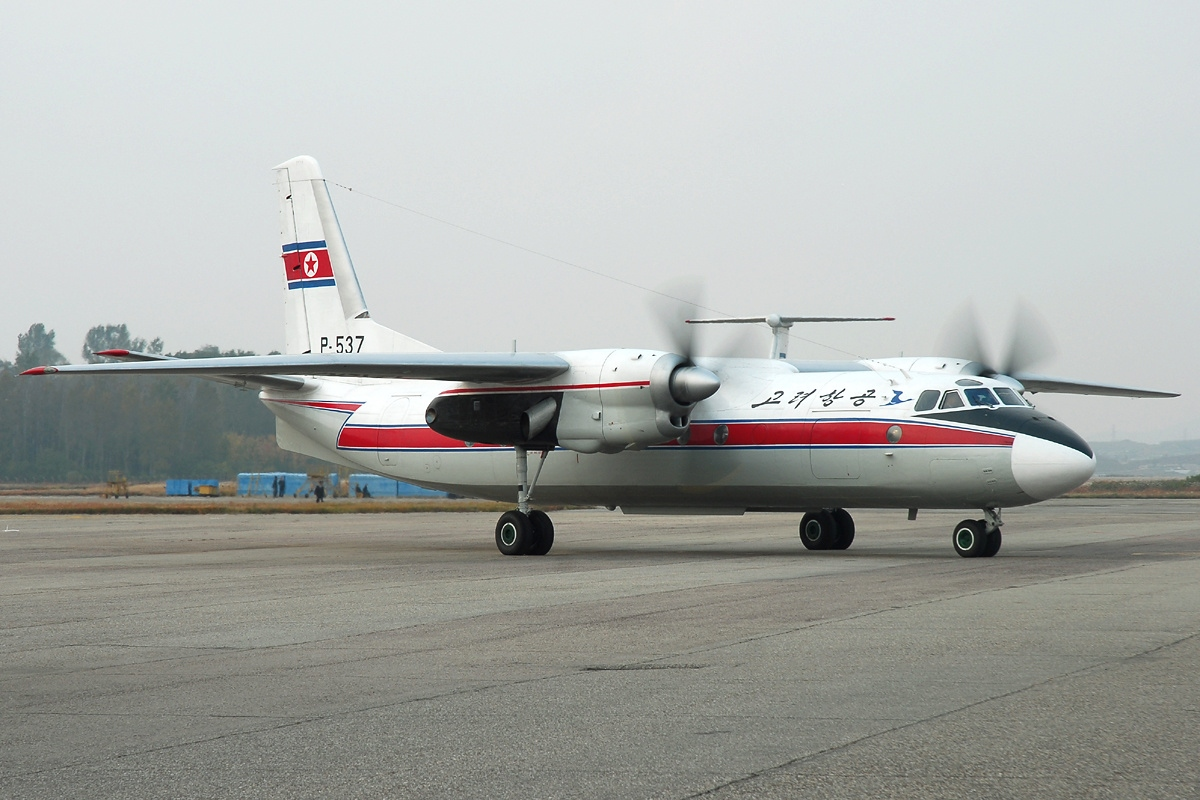
An-24B w malowaniu linii Air Koryo